# Ōta (Familienname)
Ōta oder Ota ist ein japanischer Familienname.

## Namensträger
- Akihiro Ōta (* 1945), japanischer Politiker
- Akio Ōta (* 1984), japanischer Eisschnellläufer
- Alessandro Saša Ota (1957–1994), italienischer Journalist und Fotograf
- Aya Ota (* 1995), japanische Kugelstoßerin
- Ōta Dōkan (1432–1486), Samurai der Sengoku-Zeit
- Fusae Ōta (* 1951), japanische Politikerin
- Gakuji Ōta (* 1990), japanischer Fußballspieler
- Hidetoshi Ōta (* 1959), japanischer Herpetologe
- Hirokazu Ōta (* 1971), japanischer Fußballspieler
- Hiroko Ōta (* 1954), japanische Politikerin
- Ōta Hisa (1868–1945), japanische Tänzerin und Schauspielerin
- Kaiya Ōta (* 1999), japanischer Bahnradsportler
- Kanji Ōta (* 1959), japanischer Jazzmusiker
- Ōta Kaoru (1912–1998), japanischer Führer der Arbeiterbewegung und Politiker
- Kazuki Ōta (* 1993), japanischer Fußballspieler
- Keisuke Ōta (Fußballspieler, 1979) (* 1979), japanischer Fußballspieler
- Keisuke Ōta (Fußballspieler, 1981) (* 1981), japanischer Fußballspieler
- Keisuke Ōta (Fußballspieler, 1989) (* 1989), japanischer Fußballspieler
- Kengo Ōta (* 1995), japanischer Fußballspieler
- Ōta Kijirō (1883–1951), japanischer Maler
- Kōsuke Ōta (Fußballspieler, 1982) (* 1982), japanischer Fußballspieler
- Kōsuke Ōta (* 1987), japanischer Fußballspieler
- Masahiro Ōta (* 1970), japanischer Fußballspieler
- Masayuki Ōta (* 1973), japanischer Fußballspieler
- Ōta Minoru (1891–1945), Admiral der Kaiserlich Japanischen Marine
- Miwa Ota (* 1968), japanische Skilangläuferin
- Osamu Ōta (* 1965), japanischer Rugby-Union-Spieler
- Ōta Mizuho (1876–1955), japanischer Schriftsteller
- Ōta Nampo (1749–1823), japanischer Schriftsteller
- Ryū Ōta (1930–2009), japanischer Aktivist, Autor und Ökologe
- Ryūnosuke Ōta (* 2002), japanischer Fußballspieler
- Ōta Saburō (1884–1969), japanischer Maler und Illustrator
- Seiichi Ōta (1945–2024), japanischer Politiker
- Setsuko Ōta (* um 1935), japanische Badmintonspielerin
- Shinji Ōta (* 1973), japanischer Badmintonspieler
- Shinobu Ōta (* 1993), japanischer Ringer
- Shōgo Ōta (1939–2007), japanischer Dramaturg
- Shūsuke Ōta (* 1996), japanischer Fußballspieler
- Takamitsu Ōta (* 1970), japanischer Fußballspieler
- Tetsurō Ōta (* 1989), japanischer Fußballspieler
- Tetsuya Ota (* 1959), japanischer Rennfahrer
- Tomoki Ōta (* 1997), japanischer Langstreckenläufer
- Wataru Ōta (* 1981), japanischer Fußballspieler
- Ōta Yōko (1906–1963), japanische Schriftstellerin
- Yoshiaki Ōta (* 1983), japanischer Fußballspieler
- Yoshiko Ōta, japanische Skeletonpilotin
- Yoshinori Ōta, japanischer Filmeditor
- Yūki Ōta (* 1985), japanischer Florettfechter
- Yukina Ōta (* 1986), japanische Eiskunstläuferin
- Yukio Ota (* 1939), japanischer Grafikdesigner
- Yuko Yaegashi-Ota (* 1957), japanische Eisschnellläuferin